# (37480) 1149 T-1
1149 T-1 (asteroide 37480) é um asteroide da cintura principal. Possui uma excentricidade de 0.09805360 e uma inclinação de 5.02429º.
Este asteroide foi descoberto no dia 25 de março de 1971 por Cornelis Johannes van Houten e Ingrid van Houten-Groeneveld e Tom Gehrels em Palomar.